# Smal käringtand
Smal käringtand (Lotus tenuis) är en ört med gula blommor tillhörande familjen ärtväxter. 